# Федір Безрідний
Фе́дір Безрі́дний (Хведір Безродний) — герой української народної думи «Федір безродний, бездольний» (є понад 10 записів тексту), досвідчений воїн, патріот, що самовіддано служить народові. Це тип козака-сироти; прізвище збірне.
У думі про Безрідного відтворено народне уявлення про військовий обов'язок. Один з найкращих варіантів думи записав М. В. Лисенко від кобзаря О. Вересая.